# Hans Berghäuser (Politiker, 1919)
Hans Berghäuser (* 21. Oktober 1919 in Oberndorf, Kreis Wetzlar; † 11. Oktober 2012) war ein deutscher Politiker (SPD) und Abgeordneter des Hessischen Landtags.

## Ausbildung und Beruf
Hans Berghäuser machte nach dem Besuch der Volks- und Berufsschule eine Optikerlehre und eine REFA-Ausbildung. Seit dem 1. Januar 1958 war er freigestellter Betriebsratsvorsitzender. Er war Vorsitzender der Vertreterversammlung des Landesverbandes der Betriebskrankenkassen in Hessen.

## Politik
Hans Berghäuser war Mitglied der SPD und war dort Vorsitzender des Ausschusses für Arbeitnehmerfragen beim SPD-Bezirk Hessen-Süd. Für seine Partei war er von 1964 bis 1976 Kreistagsabgeordneter und im Kreistag stellvertretender Vorsitzender der SPD-Fraktion.
Vom 1. Dezember 1970 bis zum 30. November 1974 war er Mitglied des Hessischen Landtags.